# Aladdin (choklad)
Aladdin är en chokladask som tillverkas av Mondelēz International i Upplands Väsby under varumärket Marabou. Den introducerades 1939 av Marabou som en "folkligare" ask med praliner. Namnet Aladdin kommer från sagan om Aladdin i Tusen och en natt.[källa behövs]

## Historik

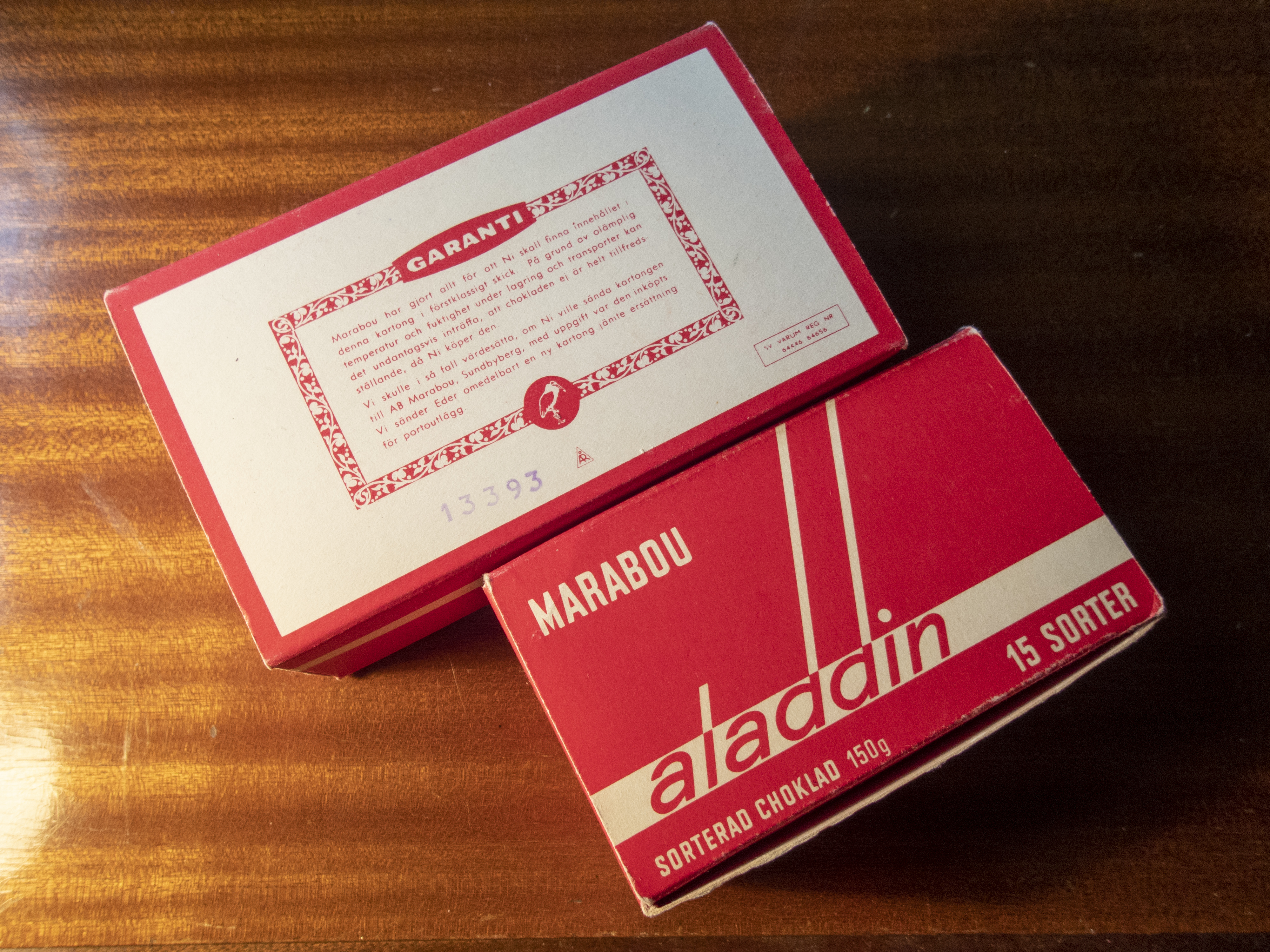
Aladdinask från 1960-talet i storleken 150 gram.

Då den lanserades 1939 fanns kartongen i tre olika storlekar. En 500-grams Aladdinask kostade då 4 kronor och 15 öre. Den har sedan dess varit den populäraste chokladasken på den svenska marknaden, speciellt kring julhelgen. Då säljs nästan en Aladdin- eller Paradisask per svenskt hushåll[när?].
På grund av stigande kakaopriser valde Mondelēz att under 2025 minska askens innehåll från 500 till 410 gram.

## Innehåll

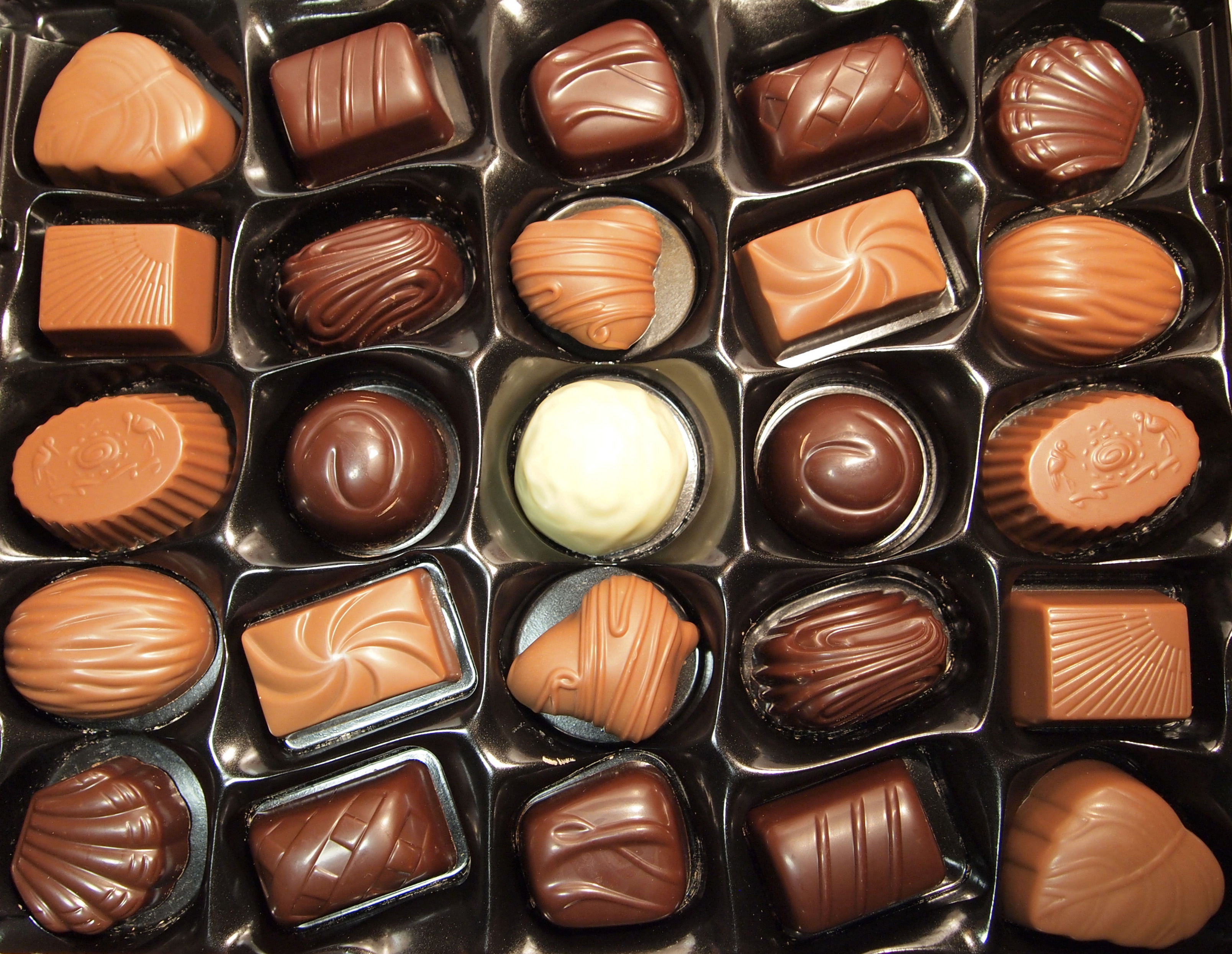
Innehållet i Aladdin (2013), sett uppifrån från vänster till höger: (1) Höstnougat, (2) Apelsintryffel, (3) Likörtryffel, (4) Jordgubbskräm, (5) Romrussin, (6) Nöttryffel, (7) Mjuk Toffee, (8) Trillingnöt, (9) Trofénougat, (10) Cocos-kola, (11) Gräddnougat, (12) Körsbär i likör, (13) Pärlnougat, (fortsätter sedan i omvänd ordning).

Aladdin innehåller en blandning av praliner med mörk choklad, mjölkchoklad och vit choklad. Antalet praliner i asken har varierat. De första åren uppdaterades sortimentet ofta, ibland flera gånger per år. Historiskt sett är nougat den populäraste pralinsmaken i Sverige enligt Marabous återkommande smaktester. I Norge föredrar man frukt- och marsipanfyllningar och i Danmark marsipan- och spritfyllningar.
Under slutet av 2009 genomfördes kampanjen Rädda julen där allmänheten fick rösta på sin Aladdin-favorit med syftet att ta bort en av pralinerna för att införa en ny 2010. Efter 400 000 inkomna röster fick ägglikören minst antal röster, och fick därmed ge plats åt en ny pralin med samma utseende men fylld med jordgubbskräm. Jordgubbskrämspralinen har anor från 1939.
Under hösten 2014 ersattes pralinen körsbär i likör av hallonlakrits, och trillingnöt av fläderblom. Hösten 2016 ersattes fläderblom av lime. Tryffel ersattes av kakaokrisp 2017. Lime ersattes av Apelsinkanel 2022.
En ask Aladdin innehåller följande praliner (läst 2022):
- Apelsintryffel (mörk choklad)
- Gräddnougat (mjölkchoklad)
- Kakaokrisp (mjölkchoklad)
- Kokos-kola (mjölkchoklad)
- Hallonlakrits (mjölkchoklad)
- Höstnougat (mjölkchoklad)
- Jordgubbscreme (mörk choklad)
- Apelsinkanel (mörk choklad)
- Likörtryffel (mörk choklad)
- Mjuk Toffee (mörk choklad)
- Nöttryffel (mjölkchoklad)
- Pärlnougat (vit choklad)
- Romrussin (mörk choklad)

## Jubileumsutgåva
Aladdin 75 år specialutgåva (400 gram) lanserades år 2014 med anledning av att Aladdin fyllde 75 år. Den innehåller nio nygamla smaker i mörk choklad och mjölkchoklad. Chokladasken har ett äldre utseende. Praliner som ingår:
- Orange – En mörk chokladbit med apelsincrème.
- Jordgubbscrème – Mörk choklad med jordgubbsfyllning.
- Marsipan – En ljus pralin fylld med marsipancrème.
- Curacao crème curacao – En ljus pralin med inspiration från exotiska Karibien.
- Trofénougat – En mörk pralin fylld med nougat och krossade nötter.
- Tosca – En ljus chokladbit med nougatfyllning.
- Höstnougat – En mörk pralin med nougatfyllning.
- Vanillatryffel (ljus)
- Chokladmedaljong (ljus)

## Aladdin Hjärtan
Varianten Aladdin Hjärtan lanserades i mitten av 1990-talet och är en mindre pralinask innehållande hjärtformade praliner. Det är en tilltänkt gåvoask, inte minst på Alla hjärtans dag.

## Aladdin mörk choklad

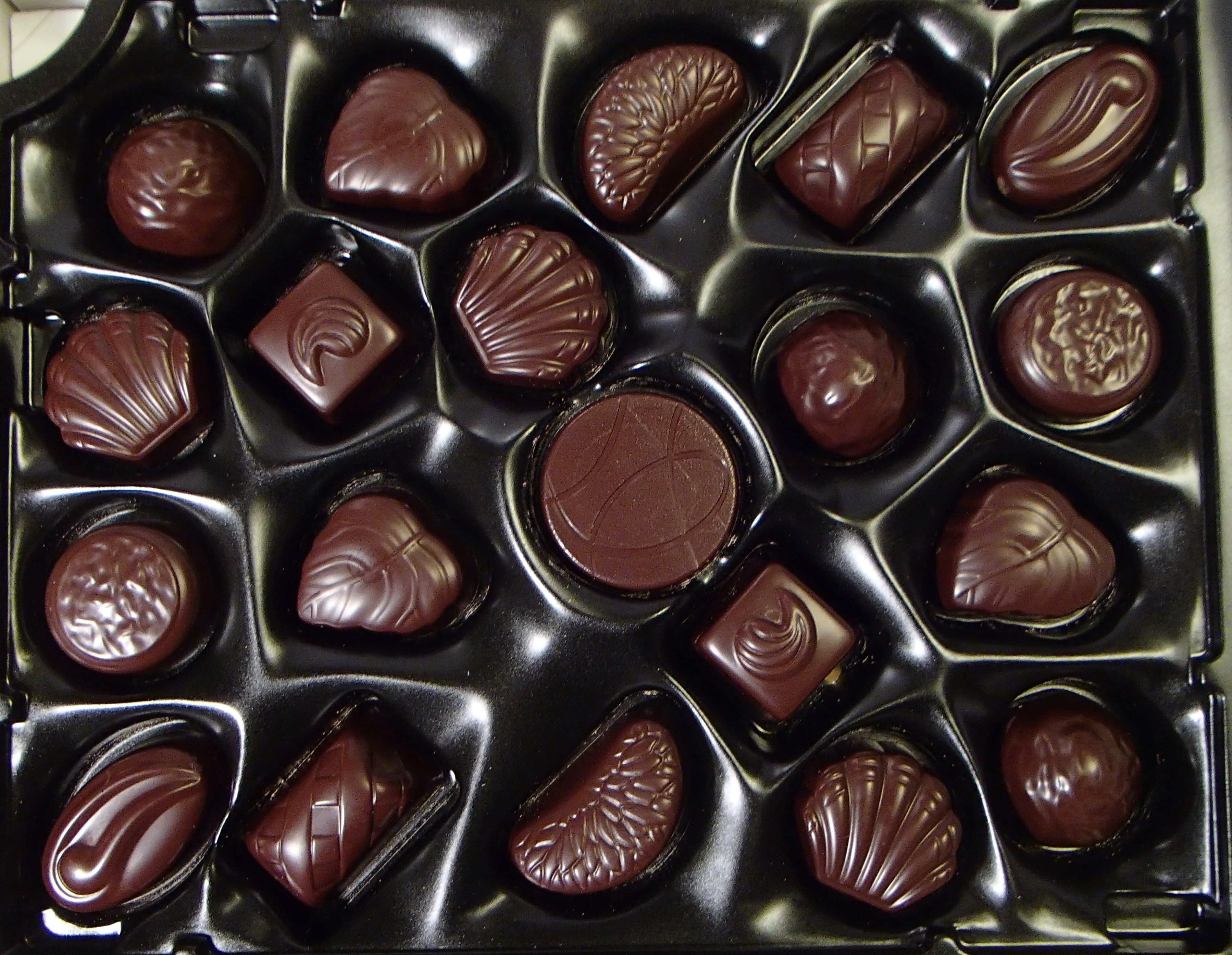
Praliner i Aladdin mörk choklad 2013/2014. Innehåll säsongen 2014/2015, sett medsols från övre vänstra hörnet: Nötnougat, Vanillatryffel, Apelsintryffel, Mjuk toffee, Jordgubbscrème, Nötcrisp, Vanillatryffel 2, Nötnougat 2, Höstnougat, Apelsintryffel 2, Mjuk toffee 2, Jordgubbscrème 2, Nötcrisp 2, Höstnougat 2, Curacao, Höstnougat 3, Nötnougat 3, Curacao 2, Vanillatryffel 3, Aladdin mörk choklad.

Varianten Aladdin mörk choklad lanserades 2011 och väger 400 gram. Kartongen är brun och vit.
Innehållet består av endast mörka chokladpraliner och ett något mindre sortiment:
- Aladdin mörk choklad (platt, utan fyllning)
- Apelsintryffel
- Curacao (tidigare Guldnöt)
- Höstnougat
- Jordgubbscrème
- Mjuk toffee
- Nötcrisp (tidigare Chokladtryffel)
- Nötnougat
- Vaniljtryffel (tidigare Vaniljfudge)

## Paradis

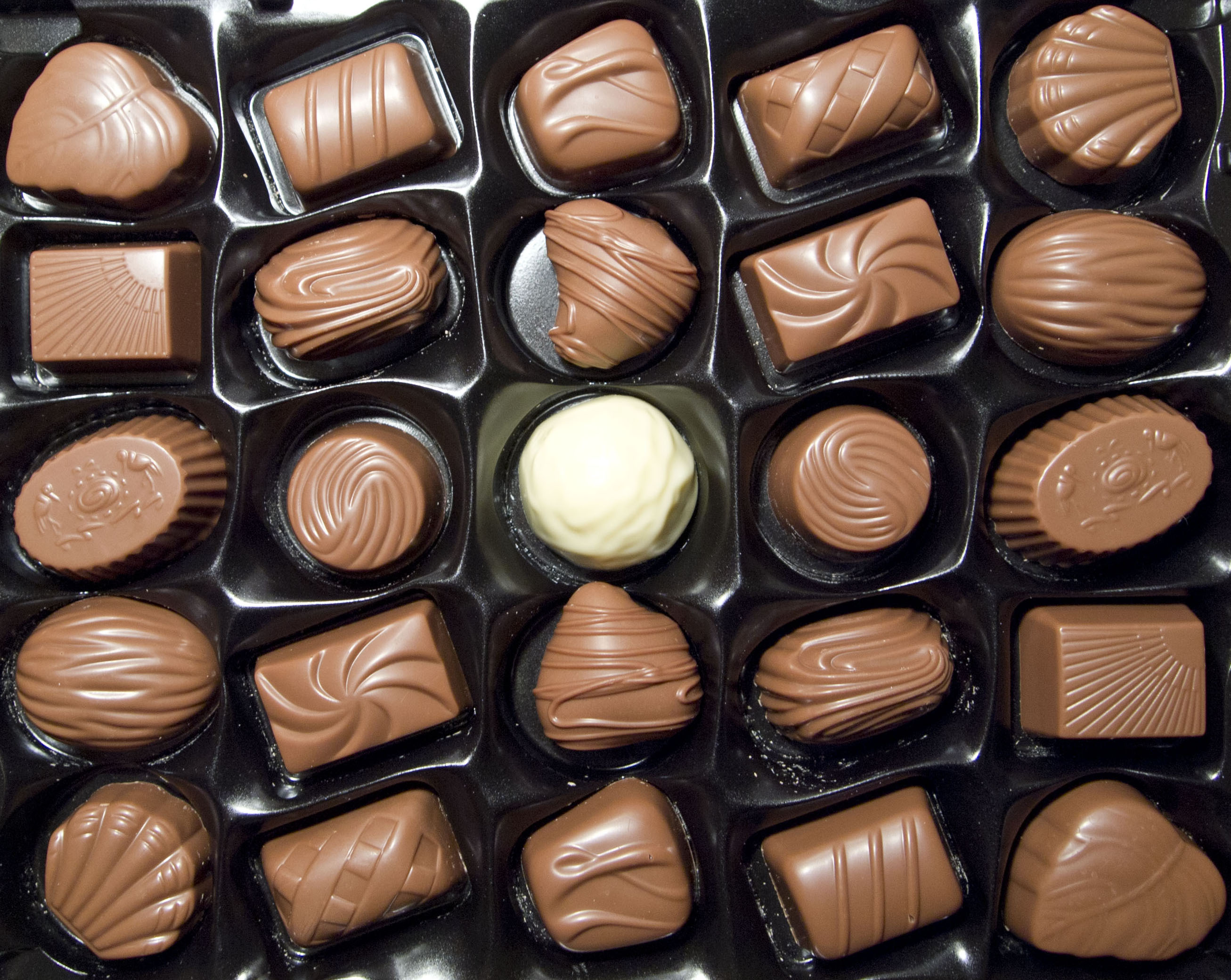
Praliner i Paradis 2012/2013. Innehåll säsongen 2011/2012, sett uppifrån från vänster till höger: (1) Höstnougat, (2) Mandeltryffel, (3) Likörtryffel, (4) Marsicrème, (5) Romrussin, (6) Nöttryffel, (7) Mjuk Toffee, (8) Trillingnöt, (9) Trofénougat, (10) Cocos-kola, (11) Gräddnougat, (12) Tryffel, (13) Pärlnougat, (fortsätter sedan i omvänd ordning).

Paradis är en variant av Aladdin från 1957. Den saknar mörk choklad och pralinerna skiljer något i urval. Den skapades som ett alternativ till Aladdin då de flesta, enligt Kraft, föredrar ljus choklad. Paradiskartongen är gul och blå, men har även haft andra färger. 1971-1977 var den blå och vit.
Skillnad i Paradis sortiment jämfört med Aladdin (läst 2018):
- Mjölkchokladtryffel (mjölkchoklad) ersätter Apelsintryffel (mörk choklad)
- Marsicrème (mjölkchoklad) ersätter Jordgubbscrème (mörk choklad)
- Mjölkchokladpraliner ersätter praliner med mörk choklad.